# Tilovina
Tilovina (lat. Petteria) je monotipski biljni rod iz porodice mahunarki, dio je tribusa Genisteae. Jedina vrsta je grm P. ramentacea, čije se područje prostire od Hrvatske na jug preko Bosne i Hercegovine do Crne Gore Albanije i Grčke
U Hrvatskoj se ova vrsta naziva ljuskasta tilovina.
- P. ramentacea, grm
- P. ramentacea, plod
- P. ramentacea, list i cvijet
- P. ramentacea